# Noh Seon-yeong
Noh Seon-yeong (kor. 노선영; * 19. Oktober 1989) ist eine südkoreanische Eisschnellläuferin.
Noh gewann 2007 in Innsbruck bei den Eisschnelllauf-Juniorenweltmeisterschaften die Goldmedaille im Mehrkampf. Bei der Winter-Universiade 2009 gewann sie eine Silbermedaille (Mannschaftsverfolgung). Sie gewann bei den Winter-Asienspielen 2011 in Astana und Almaty zwei Gold- und eine Silbermedaille. Bei den Olympischen Winterspielen 2014 in Sotschi startete sie über 1500 m und 3000 m, konnte jedoch keine Medaille gewinnen.
Ihr Bruder war der Shorttracker Noh Jin-kyu († 2016).
Im Jahr 2019 beschuldigte Noh Seon-yeong den ehemaligen Vizepräsidenten des Eislaufverbandes, Jeon Myeong-gyu, und den Eislauftrainer Herrn Baek, der Mitschuld an dem Tod ihres Bruders Noh Jin-kyu. Im Jahr 2021 urteilte die Nationale Menschenrechtskommission Südkoreas wie folgt. Das schon verletzte Opfer trainierte weiterhin exzessiv und nahm an unzumutbaren Wettkämpfen teil, was zum Tod führte. Vor diesem Hintergrund lässt sich die Beurteilung kaum vermeiden, dass der stellvertretende Vorsitzende Jeon Myeong-gyu und die anderen Beschuldigten ihre Verantwortung zum Schutz der Spieler vernachlässigten.